# 社會心理學季刊
《社會心理學季刊》（Social Psychology Quarterly）是一份1937年起出版的英語社會心理學學術期刊，由美国社会学协会發行、SAGE Publications出版，現任主編是艾默理大學社會學教授凱倫·海格特維德（Karen A. Hegtvedt）與凱薩琳·詹森（Cathryn Johnson）。該期刊收錄與社會心理學相關的理論或實務性文章。
根據《期刊引證報告》數據顯示，《社會心理學季刊》2011年時的影響因子是1.892，在59份心理學、社會期刊中排名第15。

## 歷史
《社會心理學季刊》由猶太裔社會學家雅各布·莫雷諾（Jacob L. Moreno）創刊於1937年，最初題為《社會測量法》（Sociometry），莫雷諾一直擔任該刊編輯委員直至1955年，美國社會學會接手發行為止。1978年，期刊改名為《社會心理學》（Social Psychology），隔年改為現名。

## 外部連結
- 《社會心理學季刊》在出版社官網的介紹 （页面存档备份，存于） （英文）